# Jana Rawlinson
Jana Rawlinson (født Pittman den 9. november 1982 i Sydney) er en australsk atlet. Rawlinson vandt junior-VM i 400 m hækkeløb i 1999 og året efter vandt hun både 400 m hækkeløb og 400 m fladt under junior-VM. Derefter har hun hovedsageligt konkurreret i 400 m hækkeløb ved de større mesterskaber.
I 2002 kom Rawlinsons største succes som senior da hun vandt en guldmedalje under Commonwealth Games 2002 i 400 meter hækkeløb. Hun vandt også en guldmedalje under VM 2003 i Paris, Commonwalth Games 2006 og VM 2007 i Osaka. Rwalonson måtte trække sig fra den australske OL-trop på grund af en skade.
Hun er i dag gift med den britiske hækkeløber Chris Rawlinson og de har en søn sammen.

## Meritter
- To ganger verdensmester i 400 meter hækkeløb i 2003 og 2007

- Fire gange Commonwealth-mester i 4 x 400 meter stafetløb og 400 meter hækkeløb i 2002 og 2006